# Nazionale maschile di calcio a 5 dell'Azerbaigian
La nazionale di calcio a 5 dell'Azerbaigian è, in senso generale, una qualsiasi delle selezioni nazionali di Calcio a 5 della AFFA che rappresentano l'Azerbaigian nelle varie competizioni ufficiali o amichevoli riservate a squadre nazionali.

## Storia
La nazionale azera è una tra le prime che ha iniziato l'attività a livello europeo: ha partecipato a tutte le fasi di qualificazione allo UEFA Futsal Championship non ottenendo mai risultati di rilievo se non nelle Qualificazioni all'UEFA Futsal Championship 2010, dove grazie al buon secondo posto dietro al Portogallo si è qualificata per la prima volta nella sua storia ad una fase finale di una competizione internazionale per squadre nazionali.
La nazionale azera esordisce in una competizione ufficiale internazionale il 23 ottobre 1995 battendo la Polonia per 6-4, risultato che rimane l'unica vittoria nelle qualificazioni al primo europeo di Spagna. Nel 1998, a seguito di un malaugurato pareggio per 0-0 contro la Lettonia, l'Azerbaigian viene eliminato con un pareggio 4-4 dal Belgio. Nel 2000 l'Azerbaigian viene inserito nel gruppo D delle qualificazioni al mondiale 2000, dove i padroni di casa croati e i cechi giungono davanti alla nazionale caucasica. Nel 2001 è l'Olanda che vince il girone composto dalla nazionale azera, dell'Ungheria e dalla Lituania.
Due anni più tardi, a sbarrare la strada all'Azerbaigian sono il Portogallo (qualificato), e la Bielorussia. Nelle qualificazioni al mondiale 2004 non va oltre la sconfitta contro la Polonia e il pareggio con i padroni di casa di Cipro, mentre per gli Europei del 2005 sono Russia e Serbia a giungere davanti agli azeri. Nel 2007 gli azeri giungono ad un passo dalla qualificazione, fallita a causa del pareggio per 4-4 con gli olandesi che permette alla Serbia di vincere il girone. Nel 2008, solo la Rep. Ceca riesce ad avere la meglio sugli azeri, estromettendoli dalla possibilità di qualificarsi ai mondiali.
La Rep. Ceca incrocia di nuovo la strada dell'Azerbaigian nel 2010: dopo un'inaspettata ed esaltante qualificazione all'Europeo grazie ai brasiliani naturalizzati Biro Jade, Serjao e Thiago, che fermano il Portogallo nel gruppo 6 di qualificazione, la fase finale vede gli azeri battere la Repubblica Ceca 6-1 nel girone A e qualificarsi ai quarti dove battono gli ucraini ai rigori. In semifinale l'Azerbaigian viene estromesso ai rigori dai portoghesi, e nella finale per il terzo posto la Repubblica Ceca si vendica del primo turno vincendo 5-3. Il quarto posto degli azeri costituisce comunque il loro miglior risultato di sempre in una competizione internazionale.
Nel 2012, gli azeri falliscono di nuovo la qualificazione al Mondiale, mentre negli Europei si fermano alla fase a gironi; lo stesso accade anche nell'Europeo di due anni dopo. Alle qualificazioni del Mondiale 2016, l'Azerbaigian arriva primo nel gruppo B del turno principale davanti alla Bielorussia e accede agli spareggi in quanto testa di serie: lì affronta i Paesi Bassi e vince all'andata in trasferta per 5-1, cui segue il 4-4 che basta per portare i caucasici per la prima volta al mondiale. Nella fase finale in Colombia gli azeri sono sorteggiati nel gruppo B con Marocco, Spagna e Iran, e ottengono contro queste nazionali una vittoria, una sconfitta e un pareggio: i conseguenti quattro punti (al pari dell'Iran) bastano loro per qualificarsi agli ottavi. Lì affrontano la Thailandia e i tempi regolamentari finiscono con un 7-7 al cardiopalma, ma nei supplementari i caucasici trionfano con uno strepitoso 8-13 finale. L'Azerbaigian si arrende però ai quarti contro il Portogallo, che lo batte per 3-2.
Gli Europei del 2016 vedono l'Azerbaigian passare il girone D insieme all'Italia e a scapito della Rep. Ceca (battuta con un notevole 6-5), salvo poi venire distrutto ai quarti per 6-2 dalla Russia futura finalista. L'Azerbaigian si qualifica anche all'Europeo seguente del 2018, e di nuovo passa i gironi da secondo, stavolta dietro alla Spagna e a scapito della Francia; e anche qui, ai quarti, viene stracciato dal Portogallo (poi vincitore del torneo) per 8-1. Dopo aver fallito la qualificazione al Mondiale 2021, la nazionale caucasica partecipa all'Europeo 2022, ma finisce terza nel gruppo D dietro a Spagna e Georgia e viene estromessa dalla fase finale.

## Rosa
Aggiornata alle convocazioni per il campionato europeo 2018
Allenatore: Alesio Da Silva
| N. | Pos. | Giocatore           | Data di nascita/Età         | Squadra       |
| -- | ---- | ------------------- | --------------------------- | ------------- |
| 1  | POR  | Emin Kurdov         | 10 luglio 1984 (33 anni)    | EKOL Baku     |
| 2  | PIV  | Samir Həmzəyev      | 1º agosto 1989 (28 anni)    | EKOL Baku     |
| 3  | LAT  | Bolinha             | 19 febbraio 1987 (30 anni)  | Araz Naxçıvan |
| 4  | LAT  | Isa Atayev          | 7 agosto 1989 (28 anni)     | Araz Naxçıvan |
| 5  | LAT  | Fineo Araújo        | 10 aprile 1987 (30 anni)    | Agleymina     |
| 6  | DIF  | Eduardo Borges      | 14 ottobre 1986 (31 anni)   | Araz Naxçıvan |
| 7  | PIV  | Ramiz Çovdarov      | 28 luglio 1990 (27 anni)    | Araz Naxçıvan |
| 8  | DIF  | Rizvan Fərzəliyev   | 1º settembre 1979 (38 anni) | Araz Naxçıvan |
| 10 | LAT  | Vassoura            | 26 aprile 1985 (32 anni)    | Al Dhafra     |
| 11 | PIV  | Xətai Bağırov       | 15 agosto 1987 (30 anni)    | Araz Naxçıvan |
| 12 | POR  | Rövşən Hüseynli     | 3 aprile 1991 (26 anni)     | Araz Naxçıvan |
| 13 | LAT  | Éverton Cardoso     | 4 dicembre 1987 (30 anni)   | Araz Naxçıvan |
| 14 | LAT  | Vitali Borisov      | 5 luglio 1982 (35 anni)     | Ekonomac      |
| 18 | DIF  | Namig Mammadkarimov | 21 luglio 1980 (37 anni)    | EKOL Baku     |

## Risultati nelle competizioni internazionali

### FIFA Futsal World Championship
| Anno e luogo | Piazzamento                                   | Pd | V | N | P | GF | GS |
| ------------ | --------------------------------------------- | -- | - | - | - | -- | -- |
| 1989         | Parte dell'Unione Sovietica                   | -  | - | - | - | -  | -  |
| 1992         | Parte della Comunità degli Stati Indipendenti | -  | - | - | - | -  | -  |
| 1996         | Non qualificata                               | -  | - | - | - | -  | -  |
| 2000         | Non qualificata                               | -  | - | - | - | -  | -  |
| 2004         | Non qualificata                               | -  | - | - | - | -  | -  |
| 2008         | Non qualificata                               | -  | - | - | - | -  | -  |
| 2012         | Non qualificata                               | -  | - | - | - | -  | -  |
| 2016         | Quarti di finale                              | 5  | 2 | 1 | 2 | 25 | 17 |
| 2021         | Non qualificata                               | -  | - | - | - | -  | -  |
| Totale       | 1/9                                           | 5  | 2 | 1 | 2 | 25 | 17 |

### UEFA Futsal Championship
| Anno e luogo | Piazzamento      | Pd | V | N | P | GF | GS |
| ------------ | ---------------- | -- | - | - | - | -- | -- |
| 1996         | Non qualificata  | -  | - | - | - | -  | -  |
| 1999         | Non qualificata  | -  | - | - | - | -  | -  |
| 2001         | Non qualificata  | -  | - | - | - | -  | -  |
| 2003         | Non qualificata  | -  | - | - | - | -  | -  |
| 2005         | Non qualificata  | -  | - | - | - | -  | -  |
| 2007         | Non qualificata  | -  | - | - | - | -  | -  |
| 2010         | Quarto posto     | 5  | 2 | 2 | 1 | 18 | 13 |
| 2012         | Primo turno      | 2  | 0 | 0 | 2 | 9  | 13 |
| 2014         | Primo turno      | 2  | 1 | 0 | 1 | 7  | 13 |
| 2016         | Quarti di finale | 3  | 1 | 0 | 2 | 8  | 14 |
| 2018         | Quarti di finale | 3  | 1 | 0 | 2 | 6  | 12 |
| 2022         |                  |    |   |   |   |    |    |
| Totale       | 5/11             | 15 | 5 | 8 | 5 | 48 | 65 |

## Tutte le rose

### Campionato del mondo
Coppa del Mondo di calcio a 5 FIFA 20161 Emin Kürdov, 2 Elnur Zamanov, 3 Bolinha, 4 İsa Atayev, 5 Fineo Araújo, 6 Eduardo Borges, 7 Ramiz Çovdarov, 8 Rizvan Fərzəliyev, 9 Fábio Poletto, 10 Vassoura, 11 Xətai Bağırov, 12 Rövşən Hüseynli, 13 Éverton Cardoso, 14 Vitali Borisov, CT: Miltinho

### Campionato europeo
Campionato europeo di calcio a 5 20101 Andrej Tverjankin, 3 Sergey Çuykov, 4 Serjão, 5 Felipe, 6 Edigleuson Alves, 7 Rəcəb Fərəczadə, 8 Rizvan Fərzəliyev, 9 Thiago Paz, 10 Biro Jade, 11 Namiq Məmmədkərimov, 12 Marat Salyanski, 14 Vitali Borisov, CT: Alesio
Campionato europeo di calcio a 5 20121 Andrej Tverjankin, 3 Ilkin Hajiyev, 4 Serjão, 5 Felipe, 6 Edigleuson, 7 Rəcəb Fərəczadə, 8 Rizvan Fərzəliyev, 9 Thiago Paz, 11 Namiq Məmmədkərimov, 12 Marat Salyanski, 14 Vitali Borisov, 15 Rufat Balakishiyev, 18 Jadder Dantas, CT: Alesio Da Silva
Campionato europeo di calcio a 5 20141 Laércio Buranello, 2 Seymur Məmmədov, 5 Felipe, 6 Eduardo Borges, 7 Rəcəb Fərəczadə, 8 Rizvan Fərzəliyev, 9 Amadeu Fernandes, 10 Biro Jade, 13 Elnur Qəmbərov, 14 Vitali Borisov, 15 Rafael Lira, 17 İsa Atayev, 18 Augusto, 19 Elnur Zamanov, CT: Alesio Da Silva
Campionato europeo di calcio a 5 20162 Samir Həmzəyev, 3 Zeynal Zeynalov, 4 Ramiz Çovdarov, 5 Fineo Araújo, 6 Eduardo Borges, 8 Rizvan Fərzəliyev, 9 Augusto, 10 Amadeu Fernandes, 12 Rövşən Hüseynli, 14 Vitali Borisov, 15 Rafael Lira, 16 Xətai Bağırov, 18 Sergey Çuykov, 19 Elnur Zamanov, CT: Faustino Pérez
Campionato europeo di calcio a 5 20181 Emin Kürdov, 2 Samir Həmzəyev, 3 Bolinha, 4 İsa Atayev, 5 Fineo Araújo, 6 Eduardo Borges, 7 Ramiz Çovdarov, 8 Rizvan Fərzəliyev, 10 Vassoura, 11 Xətai Bağırov, 12 Rövşən Hüseynli, 13 Éverton Cardoso, 14 Vitali Borisov, 18 Namiq Məmmədkərimov, CT: Alesio Da Silva
Campionato europeo di calcio a 5 20221 Emin Kürdov, 2 Felipinho, 3 Bolinha, 5 Fineo Araújo, 6 Eduardo Borges, 7 Ramiz Çovdarov, 8 Rizvan Fərzəliyev, 9 Rafael Vilela, 10 Vassoura, 11 Xətai Bağırov, 12 Rövşən Hüseynli, 13 Éverton Cardoso, 14 Hadi Ahmadi, 17 İsa Atayev, CT: Alesio Da Silva